# JIGGER'S SON (アルバム)
「JIGGER'S SON」(ジガーズサン)は、JIGGER'S SONのアルバム。

## 概要
仮タイトルは「モラトリアム」で、当初外部プロデューサーも招く予定だったが都合がつかず、結果的に初のセルフプロデュースアルバムになった。後年ボーカルのさとるが「当時より今の方が満足している。アナログないいアルバムを作ったなって」「これがデビューアルバムだったらよかったな」と回顧するなどメンバー間での評価は高い。ライナーのスタッフクレジットでは全員に年齢が付記されている。
リリース直後から翌年1月まで敢行したツアー「君は最高、僕も最高」は、やや小規模な会場で行うアコースティックスタイルとバンドスタイルを並行したものとなり、1996年のツアーもこの形式を踏襲している。12月2日の宮城県民会館公演はバンド初の1000人超キャパで行われた(動員1600人)。なお制作中にさとるは結婚し一児をもうけた。

## 収録曲
1. 缶ビール
詞・曲：坂本さとる / 編曲：JIGGER'S SON
さとるがバンドで最も好きな曲[4]で、ソロ活動初期の路上ライブでも頻繁に歌っていた。
2. 流浪の民
詞・曲・編曲：坂本さとる
仮タイトルは「NEW OPENING」[5]。発売後のツアーでも1曲目に披露された。
3. 君のスーツ姿は最高
詞・曲・編曲：坂本さとる
4. ぶどう
詞・曲・編曲：坂本さとる
さとるの実体験に基づく[6]歌詞。
5. 何もしてあげない
詞・曲・編曲：坂本さとる
6thシングル。
6. スイッチ
詞：坂本さとる / 曲：渡辺洋一 / 編曲：JIGGER'S SON
7. 都会の犬
詞：坂本さとる・坂本昌人 / 曲・編曲：坂本さとる
8. ヒグラシ
詞：坂本さとる / 曲：坂本昌人 / 編曲：JIGGER'S SON
9. 朝靄のマーチ
詞：坂本さとる / 曲：坂本昌人 / 編曲：坂本昌人・坂本さとる
さとるはアイルランドの民族楽器ブズーキを演奏している。
10. 14才
詞・曲・編曲：坂本さとる
11. 喧嘩して別れよう
詞・曲・編曲：坂本さとる
12. 寝つけない夜
詞・曲：渡辺洋一 / 編曲：渡辺洋一・坂本昌人
13. また明日
詞・曲：坂本さとる / 編曲：佐橋佳幸
5thシングル。